# Karinkallathani
Karinkallathani oder Thachanattukara (Malayalam: കരിങ്കല്ലത്താണി) ist ein Dorf im Taluk Perinthalmanna im Distrikt Malappuram des indischen Staates Kerala.

## Lage
Karinkallathani liegt zwischen Perinthalmanna und Mannarkkad an der Grenze der Distrikte Malappuram und Palakkad am National Highway 213 von Kozhikode nach Palakkad, der die Straße von Thootha nach Vettathur in Karinkallathani kreuzt.

## Name

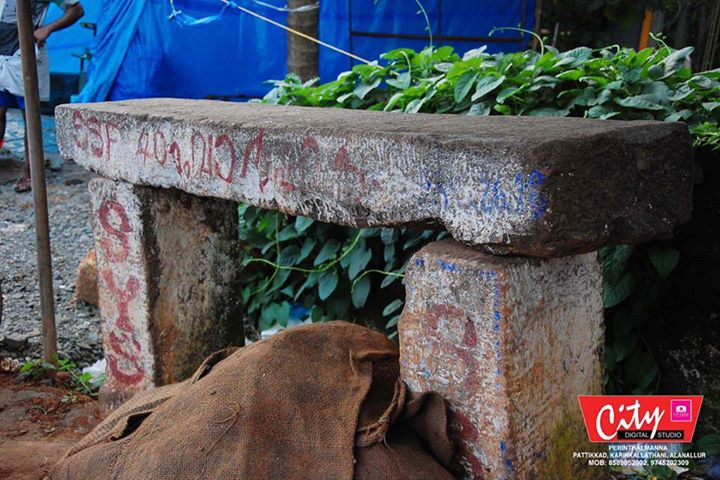
Steinbank (Athani) in Karinkallathani

Der Name Karinkallathani leitet sich von dem Malayalam Wort Athani ab, das eine hohe steinerne Bank beschreibt, auf der früher Traglasten abgestellt wurden.

## Wirtschaft
Es gibt in Karinkallathani eine Tankstelle der Indian Oil Corporation und Filialen der Federal Bank, der Thazhekkod Co-Operative Urban Bank und der State Bank of Travancore. Wichtige Geschäfte sind Safa Jewellery, Karayil Fancy and Home Needs, Vasantham Sarees, Genus Computers Sales & Servicing und Aminia Furniture Shope (Eigenschreibweise an der Ladenfront). Das St. Mary’s Hospital liegt westlich des Dorfs bei Maruti Auto.

## Demographie
Die wichtigste Sprache ist Malayalam. Hindi und Englisch werden allgemein als offizielle Sprachen verstanden und gesprochen, während Tamil und Arabisch weniger gebräuchlich sind.
Die Bevölkerung sind Moslems, mit einem nennenswerten Anteil Hindus und einem kleinen Anteil Christen. Es gibt auch eine kleine Anzahl von Tamilen, vor allem aus den ländlichen Gebieten von Tamil Nadu und Immigranten aus den nordindischen Staaten wie Bihar, Jharkhand und Uttar Pradesh, die als Bauern und Landwirte arbeiten.

## Religiöse Gebäude
Jama Masjid, eine Freitagsmoschee, ist die Haupt-Moschee des Dorfes. Sree Panamkurrissi Kshethram ist ein Hindu-Tempel am südöstlich des Dorfes.

## Transport
Das Dorf Karinkallathani kann über die Stadt Perinthalmanna erreicht werden. Der National Highway 66 führt über Tirur nach Goa und Mumbai im Norden sowie Kochi und Trivandrum im Süden. Der Highway 966 führt nach Palakkad und Coimbatore.
Der nächste größere Bahnhof ist in Tirur. Der nächste Flughafen ist in Kozhikode.

## Schulen
- Fatimah Memorial High School